# Dennis Wilshaw
Dennis Wilshaw   (Stoke-on-Trent, 11 de març de 1926 - Stoke-on-Trent, 10 de maig de 2004) fou un futbolista anglès de la dècada de 1950.
Fou internacional amb la selecció de futbol d'Anglaterra amb la qual participà a la copa del Món de futbol de 1954.
Pel que fa a clubs, destacà a Wolverhampton Wanderers FC, Walsall i Stoke City FC.